# Curtiss C-46
Die Curtiss C-46 Commando ist ein Tiefdeckertransportflugzeug des US-amerikanischen Flugzeugherstellers Curtiss-Wright, das von zwei Kolbenmotoren angetrieben wird. Die Maschine stand stets im Schatten der C-47/DC-3; dabei wird oft vergessen, dass die C-46 zu ihrer Zeit das größte zweimotorige Flugzeug der Welt war.

## Geschichte

### Konstruktion

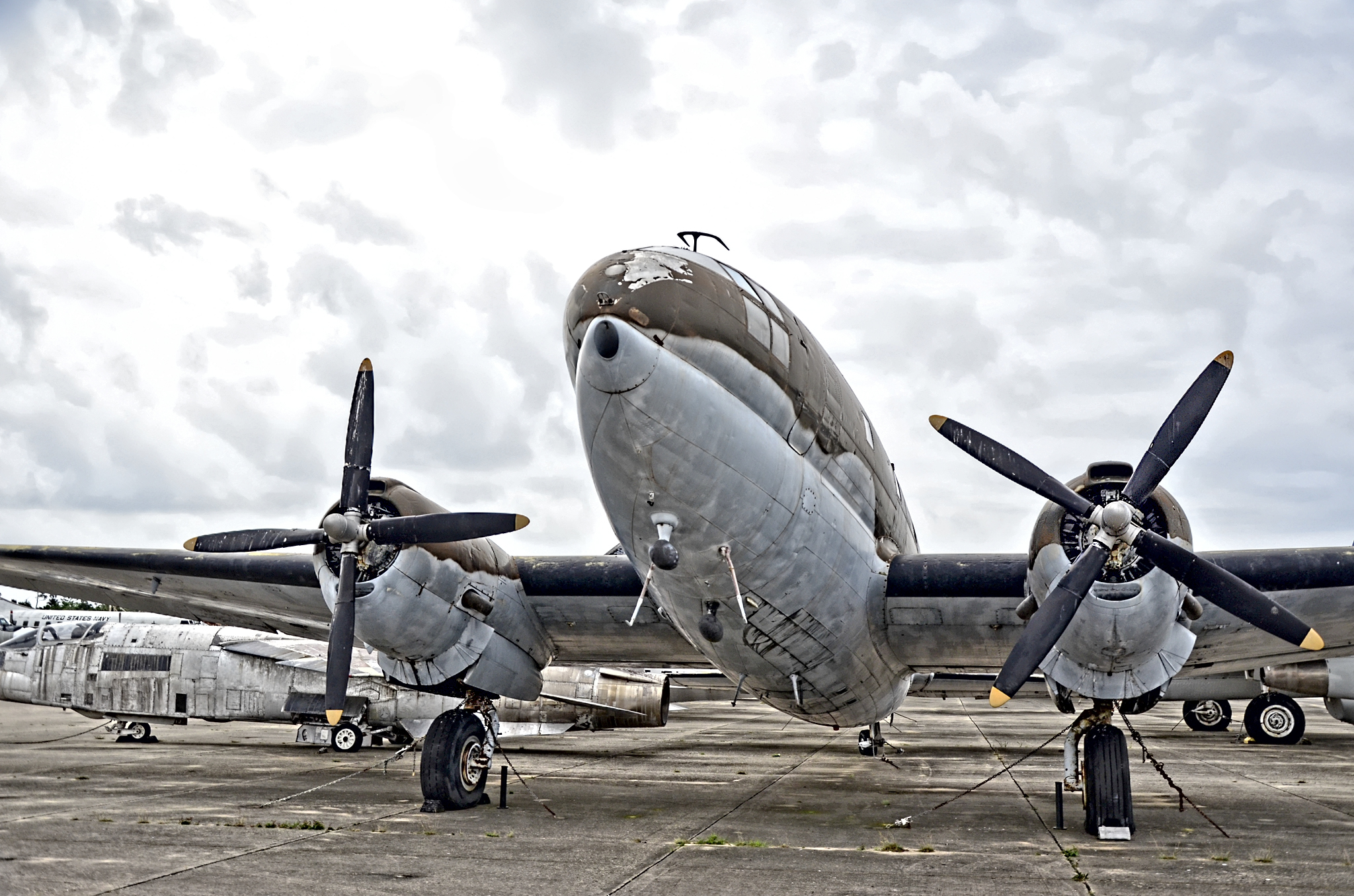
Ansicht von vorne

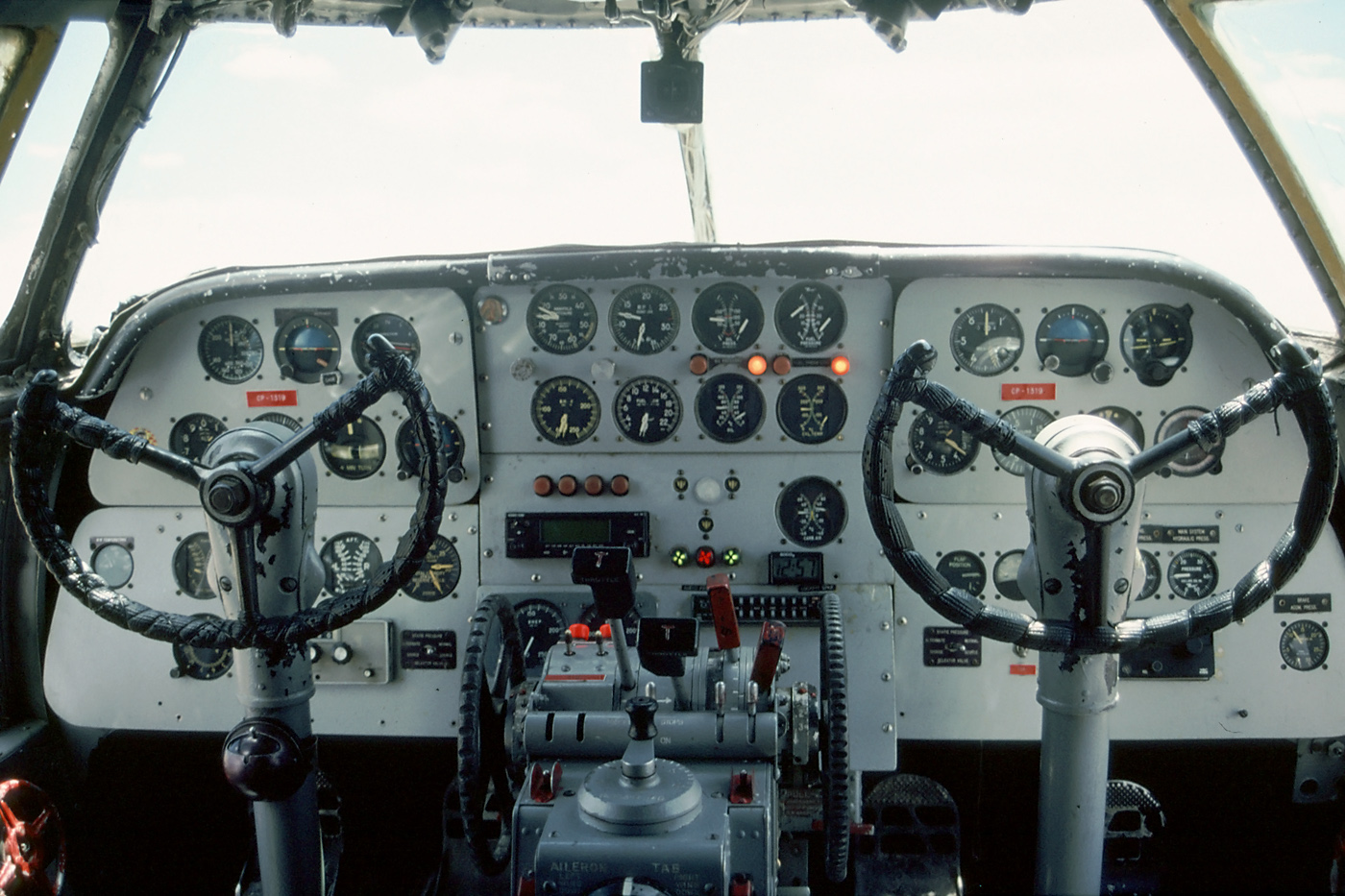
Cockpit einer C-46 „Bolivia“

Das Flugzeug war ein zweimotoriger Tief-/Mitteldecker in Halbschalenbauweise mit einfachem Leitwerk und einem einziehbaren Spornradfahrwerk. Der Rumpf hatte einen Querschnitt aus zwei Kreissegmenten, damit er ausreichend Raum für Passagiere und Fracht bot, von vorne erinnert die Zelle aufgrund der Einschnürung auf Höhe des Kabinenbodens daher an eine Acht. Das Cockpit hatte in den meisten Versionen mit der Rumpfkontur bündige Cockpitfenster. Im Gegensatz zur CW-20 war die C-46 nicht mit einer Druckkabine ausgerüstet.

### Entwicklung

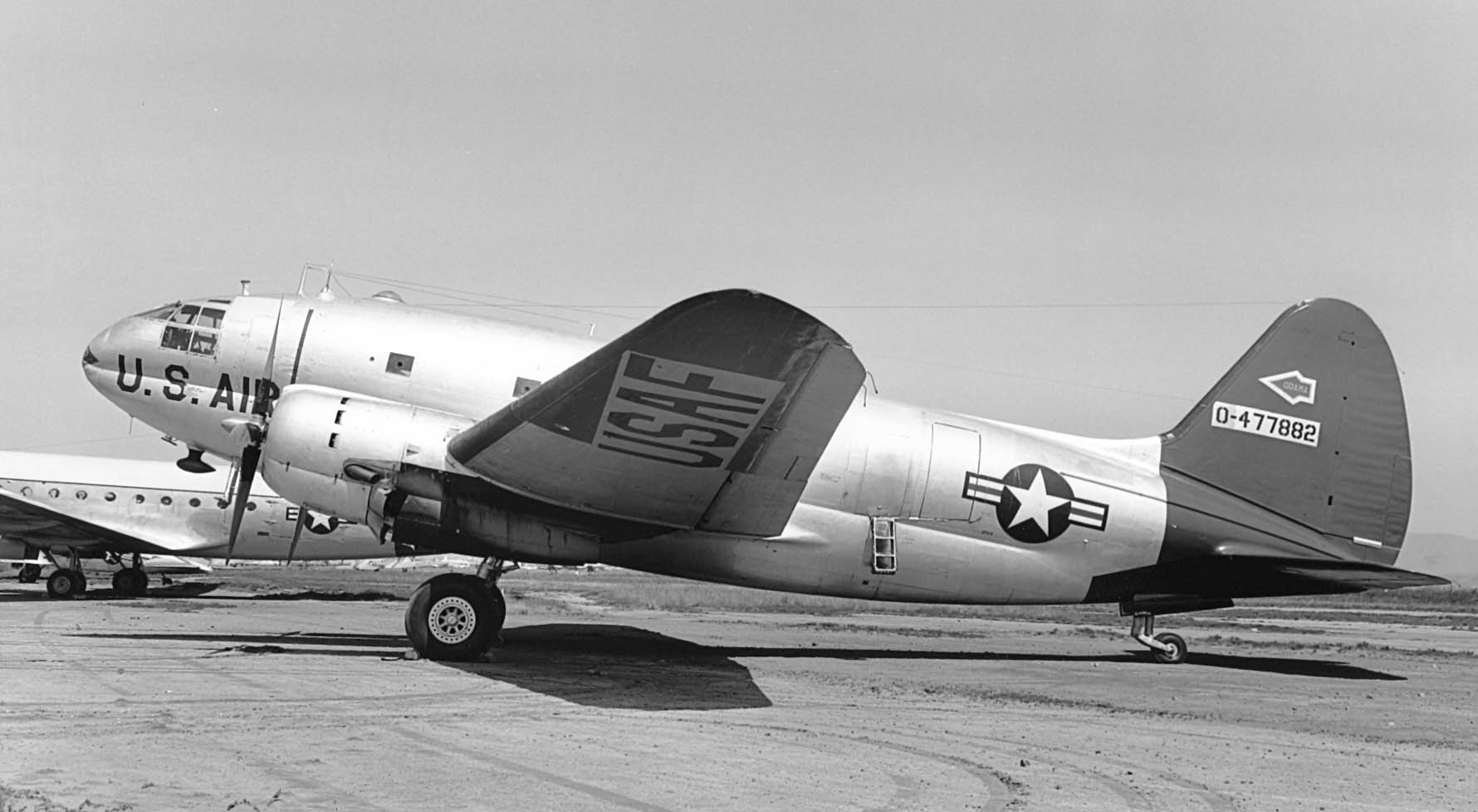
Drahtantenne zwischen Cockpit und Seitenflosse

Ein neues Flugzeug sollte bei Curtiss die alte Condor ablösen. Also begann man 1936 die Entwicklung der CW-20. Der Bau des Prototyps CW-20T wurde im Curtiss-Werk in St. Louis, Missouri schon vor der ersten Bestellung begonnen. Die Maschine (NX19436) hatte am 26. März 1940 ihren Erstflug. Dabei hatte das Flugzeug ein doppeltes Leitwerk und verwendete Wright Cyclone R-2600 mit 1.600 PS. Im Verlauf der Erprobung wurde das Leitwerk auf eine konventionelle Auslegung verändert. Das erste Modell (CW-20A) wurde mit ziviler Bemalung über New York den Fluggesellschaften präsentiert, aber schon am 20. Juni 1941 von der USAAF als einzige C-55 vereinnahmt. Drei Monate später wurde sie unter dem Kennzeichen G-AGDI von der British Overseas Airways Corporation (BOAC) zwischen Malta und Gibraltar eingesetzt. Es fehlte aber an Ersatzteilen, so dass die BOAC sie im Oktober 1943 außer Dienst stellte und schließlich verschrottete.
Nach dem Überfall auf Pearl Harbor stellte die USAAF fest, dass die Lufttransport-Kapazität für einen Krieg dieser Größenordnung nicht ausreichte. Also wurden 200 Flugzeuge als C-46A Commando mit der Firmenbezeichnung CW-20B bestellt. Die Flugzeuge bekamen eine seitliche Frachtluke und einen verstärkten Kabinenboden; für die Passagiere wurden Klappsitze als ausreichend betrachtet.
Um die Untermotorisierung abzustellen, wurden ab dem 26. Flugzeug R-2800-Doppelsternmotoren von Pratt & Whitney verwendet (Version C-46B). In den späteren Versionen wurden anstelle der Curtiss-Electric-Vierblatt-Propeller dann Hamilton-Standard-Dreiblattpropeller verwendet. Sie blieben aber untereinander praktisch austauschbar.

#### C-76 Caravan

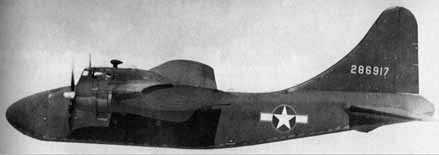
Curtiss C-76

Zu Anfang des Krieges fürchtete man, dass die Aluminiumproduktion nicht ausreichen könnte. Deshalb forderte man ein Flugzeug hauptsächlich aus Holz, welches die DC-3/C-47 ersetzen könnte. Diese Konstruktion nannte man C-76 Caravan; sie hatte mit der C-46 außer dem Hersteller nichts gemeinsam. Es wurden aber nur 25 Maschinen gebaut, da sich die Befürchtungen nicht bestätigten.

## Einsatz

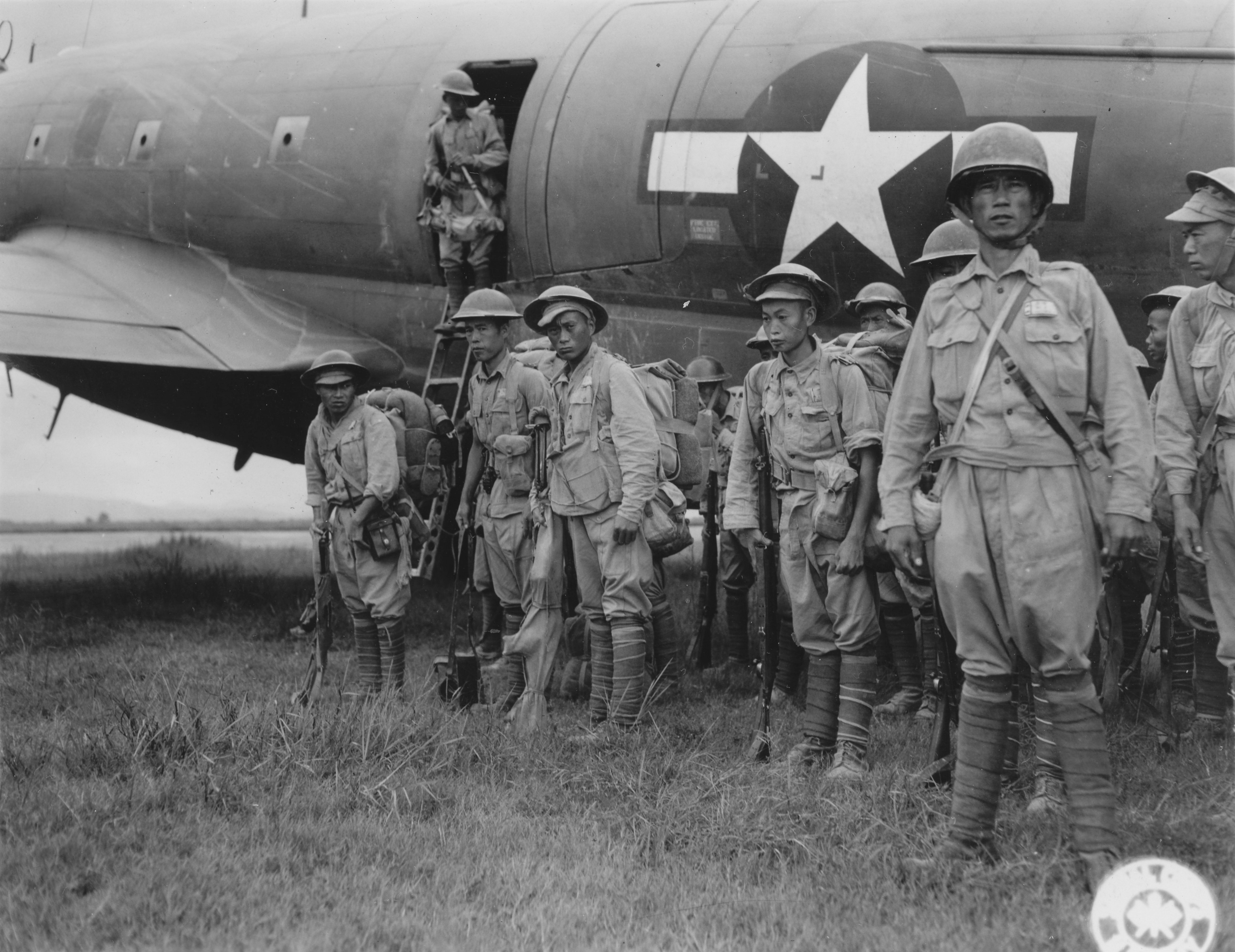
Transport chinesischer Soldaten (1945)

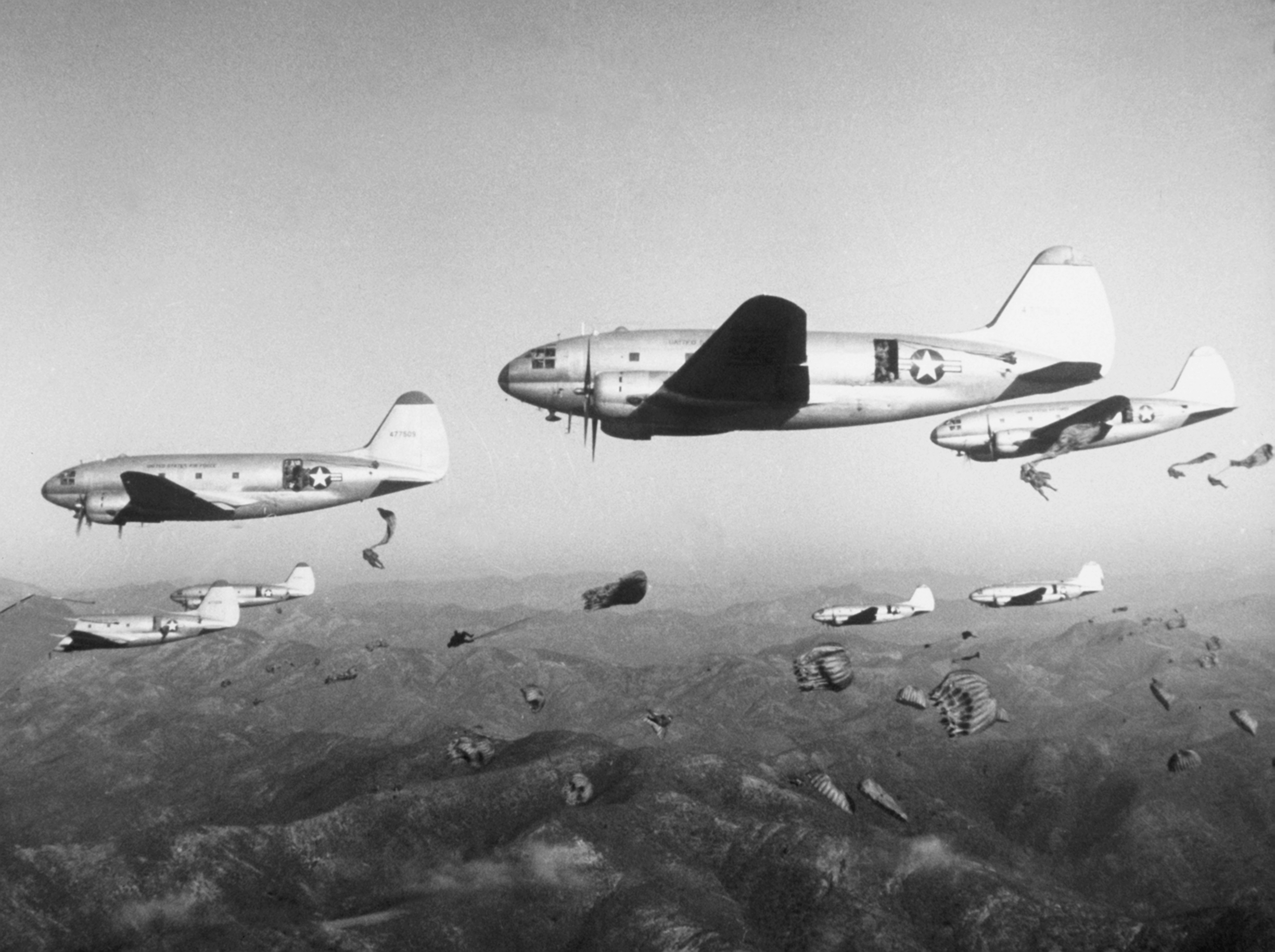
Beim Absetzen von Fallschirmspringern in Korea (1950)

Die ersten C-46 wurden für Überführungsflüge im Südatlantik eingesetzt. Wegen ihrer Reichweite und Robustheit kam die Commando vor allem in Asien und im Pazifik zum Einsatz. Der bekannteste Einsatz war die Route über den „Buckel“, den Transport von Assam in Indien nach Südwest-China über das Himalaya-Massiv. Hier lag die 14th Air Force, die aus den Flying Tigers aufgestellt wurde. Dazu mussten sämtliche Versorgungsgüter unter primitivsten Bedingungen beladen und geflogen werden. Der Treibstoff wurde von Hand aus Fässern gepumpt und es musste von größtenteils unbefestigten Pisten, die sich im Monsunregen in Morast verwandelten, gestartet werden. Danach musste die Fracht über 4.300 m hohe Gipfel geflogen werden, wobei sich ab 3.000 m eine Eisschicht auf dem Flugzeug bildete.
Die Funkfeuer mussten erst noch aus den USA nach Britisch-Indien und dann von den C-46 in die Republik China abgeliefert werden. Auch kam es zu japanischen Luftangriffen auf die Transporte.
Bei der US Navy und dem US Marine Corps wurde die C-46 als R5C-1 bezeichnet.
Auch nach dem Sieg der Alliierten über Japan befanden sich noch viele C-46 bei der USAAF und später der US Air Force im Einsatz. Im Frühjahr 1948 beauftragte die US-Regierung das Unternehmen Transocean Air Lines mit der Überführung von 150 C-46 nach Shanghai, wo sie an die Truppen Chiang Kai-sheks übergeben wurden. Die C-46 wurden sowohl im Korea-Krieg als auch bei der Berliner Luftbrücke eingesetzt. Die letzten C-46 Commando wurden von der USAF Reserve erst 1955 außer Dienst gestellt.
Ihre Rolle als Militärmaschine beendete die Curtiss C-46 in Asien, aber im kommerziellen Einsatz erwartete sie ihr ursprünglicher Einsatzzweck. In Lateinamerika und der Karibik wurde die C-46 noch viele Jahre als Frachtmaschine verwendet. Im Jahr 1985 waren noch 300 Flugzeuge in Gebrauch, über 45 Jahre nach ihrem Erstflug. Im Jahr 1995 waren es immerhin noch 150 Maschinen. Auch die Lufthansa benutzte ab 1961 gemietete C-46 zum Frachttransport.
Buffalo Airways fliegt noch heute eine Curtiss C-46 Commando, die 1961 von der Lufthansa für das Cargo-Geschäft angemietet worden war.

## Produktion
Abnahme der C-46/C-55 durch die USAAF:
| Hersteller           | Version | 1941 | 1942 | 1943 | 1944 | 1945 | 1946 | SUMME |
| -------------------- | ------- | ---- | ---- | ---- | ---- | ---- | ---- | ----- |
| Curtiss, Buffalo     | C-55    | 1    |      |      |      |      |      | 1     |
| Curtiss, Buffalo     | C-46    |      | 46   | 353  | 1152 | 1159 | 1    | 2711  |
| Curtiss, Louisville  | C-46    |      |      |      | 165  | 273  |      | 438   |
| Curtiss, St. Louis   | C-46    |      |      |      | 2    | 27   |      | 29    |
| Higgins, New Orleans | C-46    |      |      |      | 2    |      |      | 2     |
| SUMME                |         | 1    | 46   | 353  | 1321 | 1459 | 1    | 3181  |

## Nutzung

### Zivile Nutzer

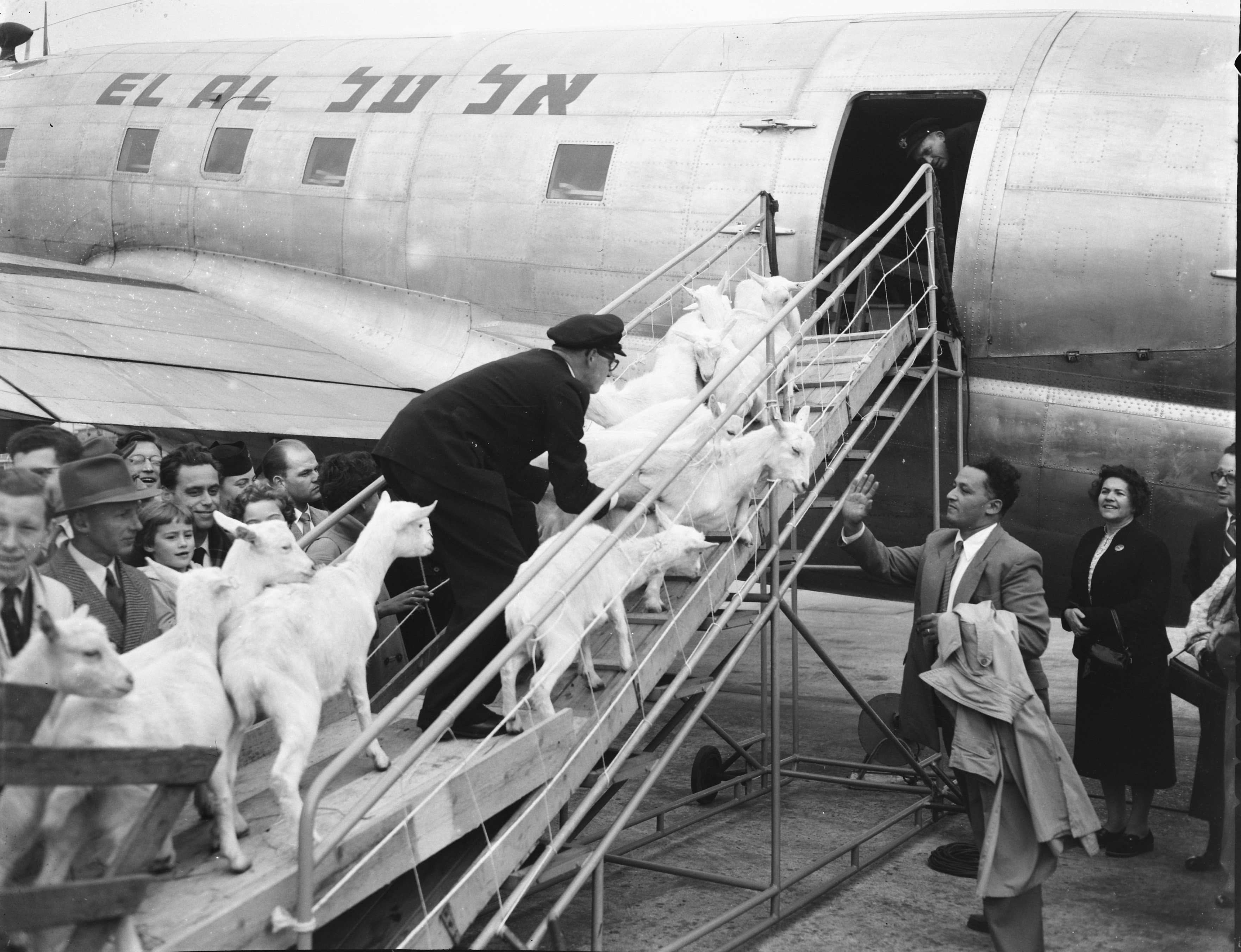
Beim Ziegentransport nach Israel

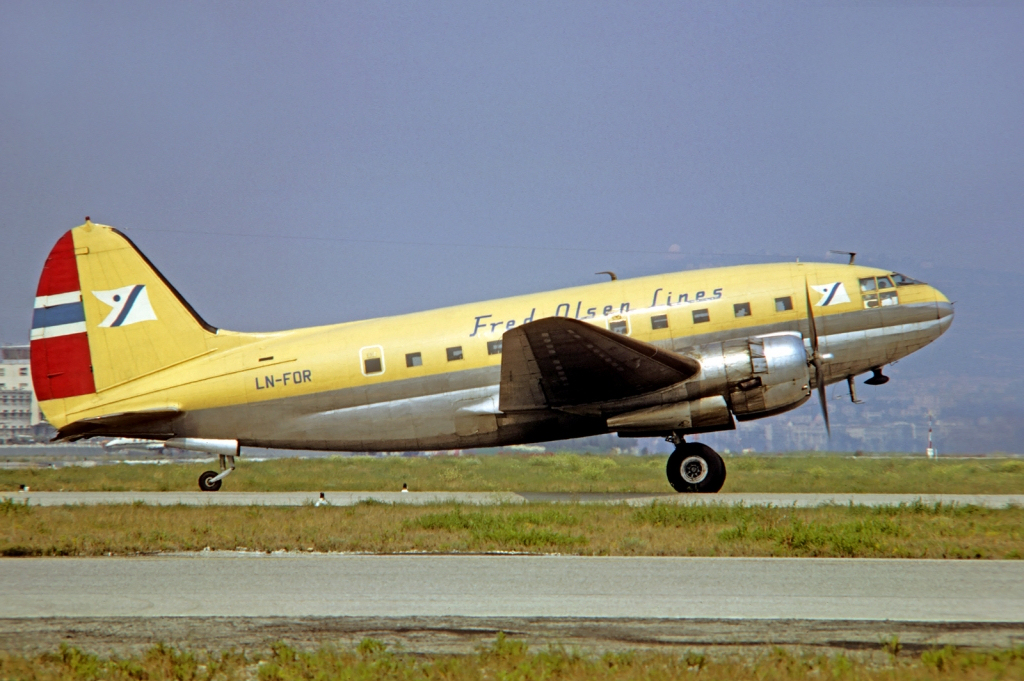
C-46 der norwegischen Fred Olsen, Nizza 1970

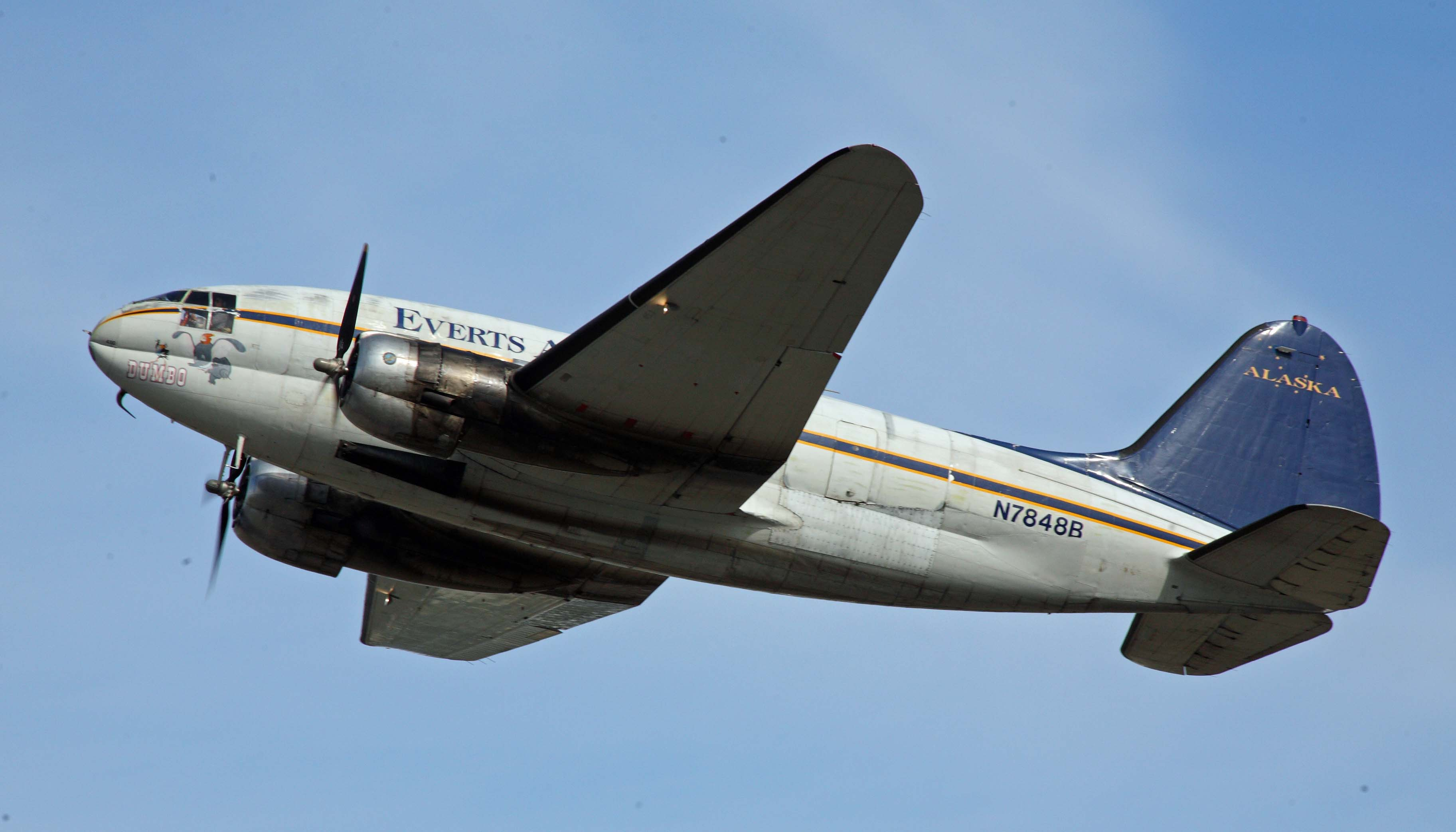
C-46 der Everts Air Cargo in Alaska

Nach dem Zweiten Weltkrieg wurden billige, gebrauchte C-46, ehemalige Militärmaschinen, in großem Umfang durch zivile Betreiber eingesetzt.
So wurden C-46 in den USA von über 20 Fluggesellschaften sowie zahlreichen anderen Betreibern genutzt. Außerhalb der USA war sie in Süd- und Mittelamerika sehr weit verbreitet (auch als Passagierflugzeug), da sie auf Grund der größeren Nutzlast und der besseren Leistung auf höhergelegenen Flugplätzen der ebenfalls populären Douglas DC-3 weit überlegen war. Auch in Kanada waren C-46, ebenso wie in Alaska, wegen ihrer Einsatzmöglichkeiten von spartanisch ausgestatteten Buschflugplätzen noch sehr lange im Einsatz.
In Europa wurde die C-46, ausschließlich als Frachter, nur von relativ wenigen Fluggesellschaften eingesetzt, die im Folgenden aufgeführt sind.

#### Europa
- Alitalia
- British Overseas Airways Corporation (BOAC)
- Fairline, Schweden
- Fred. Olsen Airtransport, Norwegen
- Lufthansa: Gemietete Curtiss C-46 der Capitol Airways wurden für Frachtflüge in Europa eingesetzt.
- Luxembourg Airlines
- Società Aerea Mediterranea (SAM), Italien
- Tor Air (1964)
- Transair Sweden

#### Mittelmeerraum
- Aigle Azur Maroc
- Air Jordan
- Arabian American Airways, Ägypten
- Arkia, Israel
- El Al, Israel
- Lebanese International Airways
- Royal Air Maroc
- SAIDE, Ägypten

### Militärische Nutzer
- Ägypten
- Bolivien
- Brasilien
- Volksrepublik China
- Dominikanische Republik
- Haiti
- Israel
- Japan
- Kolumbien: 1
- Südkorea
- Kuba
- Mexiko
- Peru
- Taiwan

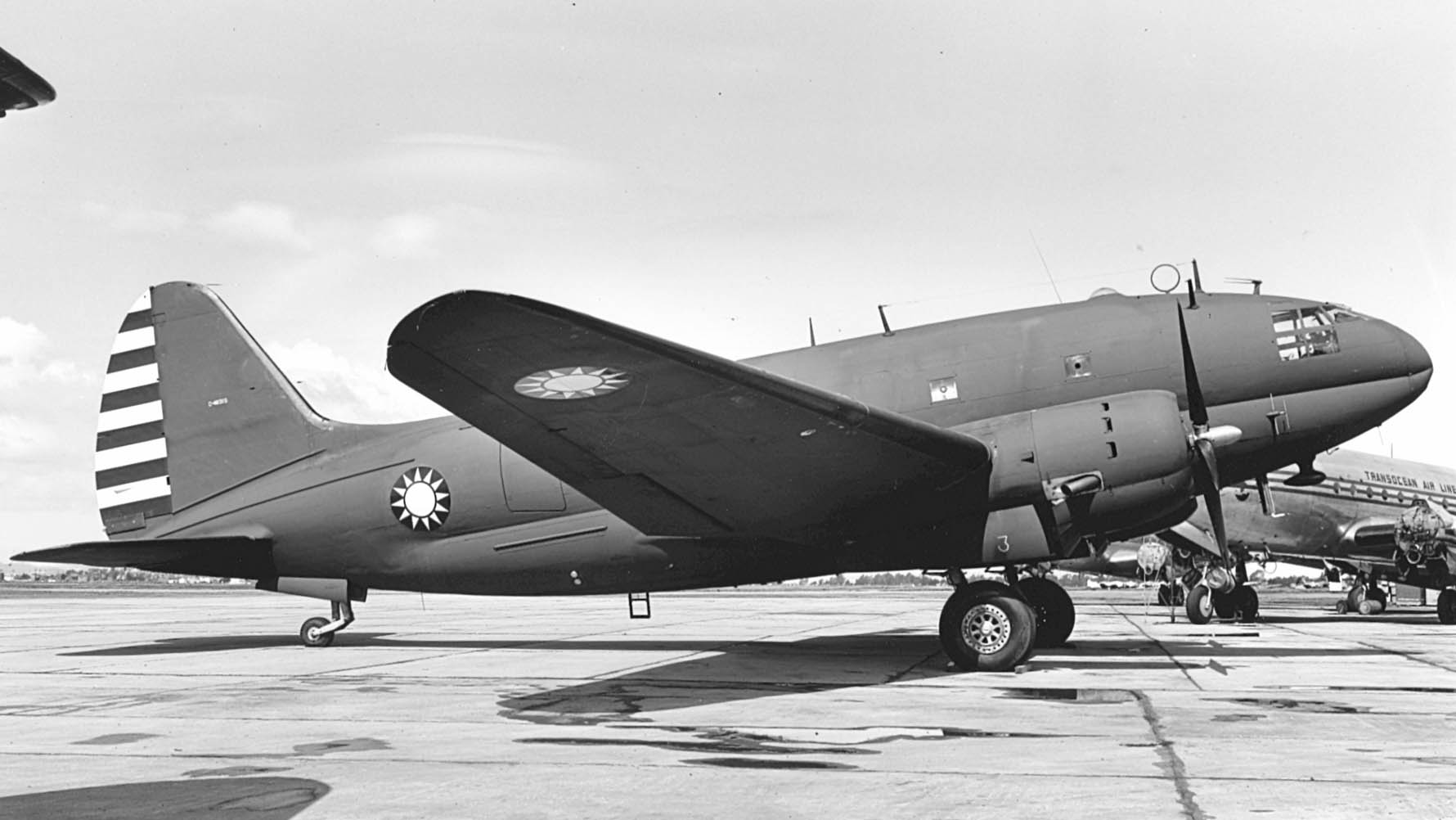
C-46 der nationalchinesischen Armee (1948)

- Sowjetunion: 1 (WNr. 342) im Rahmen des Lend-Lease-Acts geliefert[7]
- Vereinigte Staaten

United States Army Air Forces
United States Air Force
United States Marine Corps
United States Navy

## Zwischenfälle
Vom Erstflug 1940 bis Dezember 2024 kam es mit Curtiss C-46 zu 1105 Totalschäden. Das entspricht rund einem Drittel (34,74 Prozent) aller 3181 produzierten Flugzeuge dieses Typs. Bei 411 Zwischenfällen kamen 2711 Menschen ums Leben. Der weit überwiegende Teil der Verluste ereignete sich im militärischen Einsatz (73 %) sowie bei Frachtflügen (17 %); lediglich 7 % entfielen auf zivile Passagierflüge.

## Technische Daten

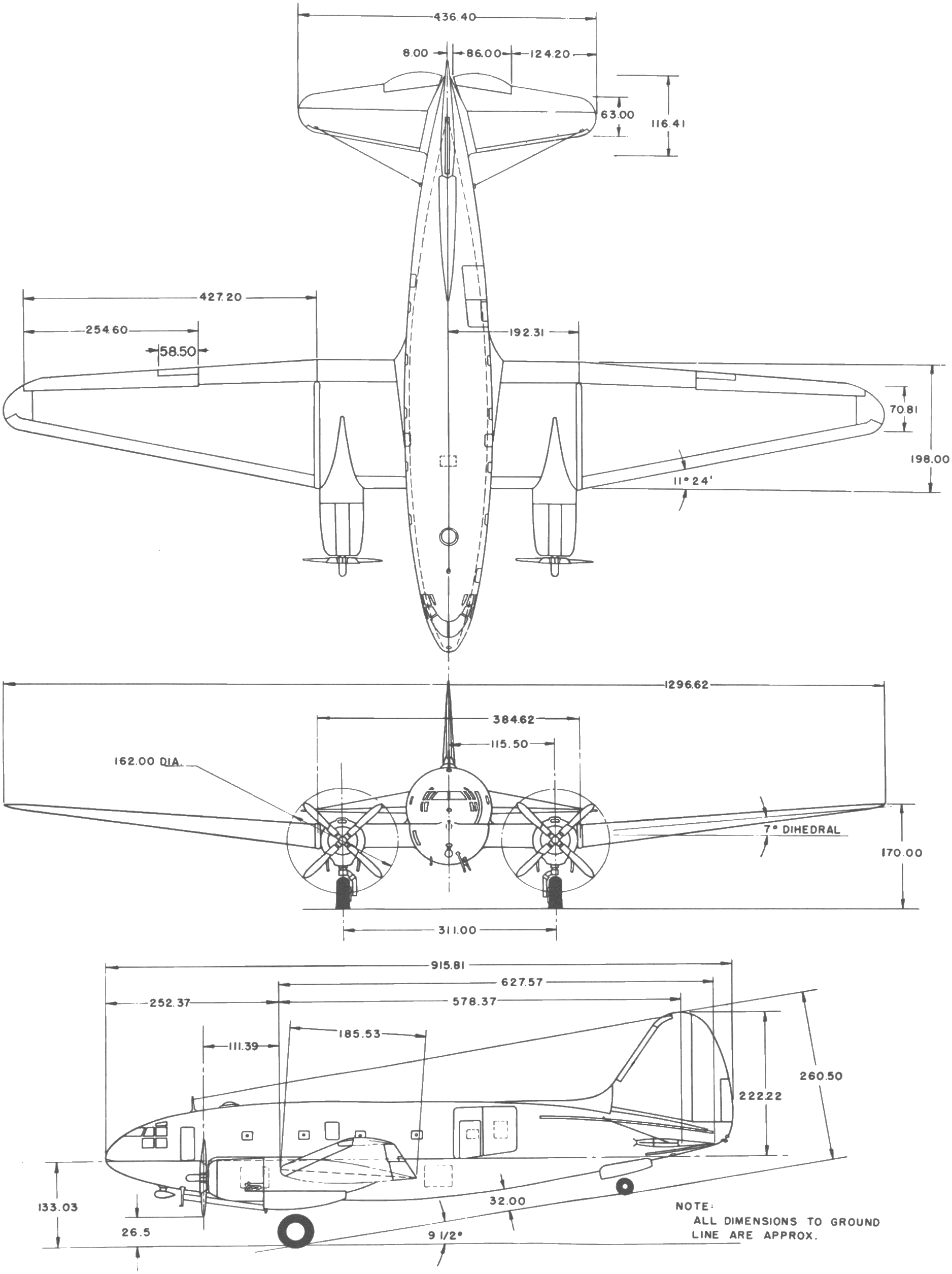
Curtiss C-46 Commando

| Kenngröße             | Daten der C-46R Commando                                  |
| --------------------- | --------------------------------------------------------- |
| Typ                   | Mittelstrecken-Passagier-/Frachtflugzeug                  |
| Länge                 | 23,27 m                                                   |
| Spannweite            | 32,92 m                                                   |
| Höhe                  | 6,63 m                                                    |
| Flügelfläche          | 126,16 m²                                                 |
| Flügelstreckung       | 8,6                                                       |
| Leermasse             | 13.290 kg                                                 |
| max. Startmasse       | 22.680 kg                                                 |
| Triebwerke            | zwei 18-Zylinder-Doppelsternmotoren R-2800-34 Double Wasp |
| Luftschrauben         | Hamilton Dreiblatt, Verstellpropeller                     |
| Leistung              | 2 × 2.130 PS                                              |
| Höchstgeschwindigkeit | 435 km/h in 3.048 m Höhe                                  |
| Dienstgipfelhöhe      | 6.706 m                                                   |
| Reichweite            | 2.897 km                                                  |